# Lescouët-Gouarec
Lescouët-Gouarec település Franciaországban, Côtes-d’Armor megyében. Lakosainak száma 215 fő (2022. január 1.). Lescouët-Gouarec Langoëlan, Silfiac, Mellionnec, Plélauff és Bon Repos sur Blavet községekkel határos.

## Népesség
A település népességének változása:
| Lakosok száma | 437  | 261  | 211  | 221  | 209  | 215  | 223  | 218  | 215  | 215  |
|               | 1968 | 1982 | 1990 | 2006 | 2013 | 2015 | 2017 | 2019 | 2020 | 2022 |